# Stratsried
Stratsried ist ein Ortsteil der Gemeinde Treffelstein im Oberpfälzer Landkreis Cham (Bayern).

## Geographische Lage
Der Weiler Stratsried liegt etwa vier Kilometer südlich von Treffelstein in der Nähe des Biberbachs, der ungefähr zehn Kilometer weiter nordöstlich jenseits der deutsch-tschechischen Grenze an den Hängen des 698 m hohen Kozí vrch entspringt und zwei Kilometer weiter südlich in die Böhmische Schwarzach mündet.

## Geschichte
Zum Stichtag 23. März 1913 (Osterfest) wurde Stratsried als Teil der Pfarrei Ast mit 6 Häusern und 47 Einwohnern aufgeführt.
Am 31. Dezember 1990 hatte Stratsried 31 Einwohner und gehörte zur Expositur Biberbach.